# Limburgo (Bélgica)
Limburgo (Limburg em neerlandês, Limbourg em francês, Limburg em alemão) é uma província da Bélgica, localizada na região de Flandres. Sua capital é a cidade de Hasselt.
É homónima à sua contraparte do outro lado da fronteira, nos Países Baixos.
Trata-se da província mais oriental da Flandres e faz fronteira com (a partir do norte e no sentido horário): Países Baixos, província de Liège, província do Brabante Flamengo e província de Antuérpia.

## Municípios
A província está dividida em três distritos administrativos ou arrondissements (em neerlandês: arrondissementen), num total de 44 municipalidades.
| Distrito de Hasselt: | Distrito de Maaseik: | Distrito de Tongeren: |
| - 02. As - 03. Beringen - 08. Diepenbeek - 10. Genk - 11. Gingelom - 12. Halen - 13. Ham - 15. Hasselt - 18. Herk-de-Stad - 20. Heusden-Zolder - 26. Leopoldsburg - 28. Lummen - 33. Nieuwerkerken - 34. Opglabbeek - 38. Sint-Truiden - 39. Tessenderlo - 43. Zonhoven - 44. Zutendaal | - 05. Bocholt - 07. Bree - 09. Dilsen-Stokkem - 14. Hamont-Achel - 16. Hechtel-Eksel - 22. Houthalen-Helchteren - 23. Kinrooi - 27. Lommel - 29. Maaseik - 31. Meeuwen-Gruitrode - 32. Neerpelt - 35. Overpelt - 36. Peer | - 01. Alken - 04. Bilzen - 06. Borgloon - 17. Heers - 19. Herstappe - 21. Hoeselt - 24. Kortessem - 25. Lanaken - 30. Maasmechelen - 37. Riemst - 40. Tongeren - 41. Voeren - 42. Wellen |

## Governadores
| de   | até   | nome                                |
| ---- | ----- | ----------------------------------- |
| 1830 | 1831  | Frans de Loë Imstenraedt de Mheer   |
| 1831 | 1834  | Jean-François Hennequin             |
| 1834 | 1843  | Werner de Lamberts                  |
| 1843 | 1857  | Pierre de Schiervel                 |
| 1857 | 1871  | Theodoor de T'Serclaes de Wommersom |
| 1871 | 1871  | Pieter de Decker                    |
| 1872 | 1879  | Joseph Bovy                         |
| 1879 | 1894  | Adolphe Goupy de Beauvolers         |
| 1894 | 1914  | Henri de Pitteurs-Hiégaerts         |
| 1914 | 1919  | vago (Primeira Guerra Mundial)      |
| 1919 | 1927  | Theodore de Renesse                 |
| 1928 | 1940  | Hubert Verwilghen                   |
| 1940 | 1941  | Gérard Romsée                       |
| 1941 | 1944  | Jef Lysens                          |
| 1944 | 1950  | Hubert Verwilghen                   |
| 1950 | 1978  | Louis Roppe                         |
| 1978 | 1995  | Harry Vandermeulen                  |
| 1995 | 2005  | Hilde Houben-Bertrand               |
| 2005 | 2009  | Steve Stevaert                      |
| 2009 | atual | Herman Reynders                     |